# Лукиан (Абрамкин)
Епи́скоп Лукиа́н (в миру Лука́ Дми́триевич Абра́мкин; 18 октября 1904, деревня Гавриловка, Жиздринский уезд, Калужская губерния — 29 января 1995, деревня Пчёлка, Кировский район, Калужская область) — епископ Русской православной старообрядческой церкви, епископ Клинцовско-Ржевский.

## Биография
Родился 18 октября 1904 года в деревне Гавриловка Жиздринского уезда Калужской губернии, в многодетной семье крестьян, коренных старообрядцев. С детских лет занимался сельским трудом.
С ранних лет был усердным прихожанином ряда старообрядческих храмов, сначала — в родном селе, затем — в близлежащем городе Сухиничи.
До 1933 года основным занятием Луки Абрамкина было ведение личного крестьянского хозяйства, а также ремесло плотника. В 1933—1938 годах он трудился на строительстве железной дороги и на торфяных разработках.
В течение 22-х лет, с 1938 по 1942 и с 1945 по 1961 год, он активно работал в колхозе в деревне Пчёлка, блих Гавриловки, куда он переселился к тому времени. Хотя Лука Димитриевич довольно долго находился на должности председателя колхоза, в коммунистическую партию он не вступил, никогда не скрывал своих pелигиозных убеждений и не брил бороды. Его, получавшего лучшие в районе урожаи, не раз выдвигали в депутаты районного совета, куда он не проходил из-за противодействия областных партийных органов г. Калуги.
В годы Великой Отечественной войны, с 1943 по 1945 год, находился в действующей армии. Был награждён тремя медалями.
В 1946—1947 годы работал плотником по найму, а с 1948 по 1950 годы повторно избирался председателем указанного колхоза. С 1950 по 1955 год, когда колхоз «Пчёлка» был объединён с другим, был заместителем председателя. В коммунистическую партию, несмотря на занимаемую должность, не вступал. С 1955 по 1961 годы трудился в строительной бригаде.
В 1961 году вышел на пенсию и поступил на должность уставщика в храм преподобного Сергия Радонежского города Сухиничи Калужской области.
Настоятель этого храма священноиерей Феодор Клюев выдвигает своего духовного сына, «благоговейного мирянина Луку», в кандидаты на степень священства. Вскоре после смерти о. Феодора, 2 июня 1974 года Лука Абрамкин возводится в иерейский сан архиепископом Московским и всея Руси Никодимом (Латышев) и, несмотря на преклонный возраст, до 1983 года усердно служит в церкви города Сухиничи. В 1983 году получает благословение архиепископа Никодима на служение в приходе города Ржева Тверской области, помимо храма в Сухиничах.
3 июля 1986 года на Освященном соборе священноиерей Лука, овдовевший ещё в 70-е годы, избирается кандидатом во епископы. Вскоре он принимает иноческое пострижение с именем Лукиян.
12 марта 1989 года в Спасо-Преображенском храме города Клинцы Брянской области священноинок Лукиян возводится в сан епископа Клинцовско-Ржевского. Хиротонию совершили митрополит Московский и всея Руси Алимпий (Гусев) и епископ Киево-Винницкий и Одесский Иоанн (Витушкин). Он стал последним иерархом РПСЦ, рукоположенным в советское время.
Несмотря на весьма почтенный возраст, он лично посетил все приходы своей епархии, разбросанные по просторам Калужской, Смоленской, Тверской и Брянской областей России и Гомельской области Белоруссии, первоначально к ней был причислен и Санкт-Петербург, совершил освящение восстановленного старообрядческого храма в городе Боровске Калужской области. По его благословению во Ржеве был открыт первый детский лагерь, впоследствии получивший название «Ржевская обитель».
В 1991 году произошло резкое ухудшение состояния здоровья епископа Лукияна. С этого времени и до кончины он безвыездно проживал в деревне Пчёлка Калужской области, где и скончался 29 января 1995 года. Чин погребения 31 января 1995 года в Покровском храме города Ржева по благословению Митрополита Алимпия возглавил епископ Кишинёвский и всея Молдавии Зосима (Еремеев). Погребён на старообрядческом кладбище города Ржева.